# Cell Mates
Cell Mates je druhé studiové album kapely Bowling for Soup. Tohoto alba bylo vydáno jen 2100 kopií a v současné době už se nedá koupit.

## Seznam skladeb
| Pořadí         | Název             | Autor                                                   | Délka |
| -------------- | ----------------- | ------------------------------------------------------- | ----- |
| 1.             | King Bong         | The V.I.M.S                                             | 1:54  |
| 2.             | I Hate McDonald's | The V.I.M.S                                             | 2:02  |
| 3.             | I Don't Know      | Brian Kruse, Jaret Reddick, Chris Burney, Erik Chandler | 2:19  |
| 4.             | Navy Sex Offender | The V.I.M.S                                             | 2:40  |
| 5.             | Cody              | Reddick, Burney, Chandler, Cody Garcia                  | 4:01  |
| 6.             | Kool-Aid          | Reddick                                                 | 3:11  |
| 7.             | Assman            | Reddick                                                 | 3:29  |
| 8.             | Just a Girl       | The V.I.M.S                                             | 2:25  |
| 9.             | Nathaniel         | The V.I.M.S                                             | 2:30  |
| 10.            | Suspicious Minds  | Mark James                                              | 2:20  |
| 11.            | Wisk              | Reddick                                                 | 3:05  |
| Celková délka: | Celková délka:    | Celková délka:                                          | 29:58 |

### O skladbách
Tyto skladby alba nalezneme i na následujícím albu Rock on Honorable Ones!!
- I Don't Know
- Cody
- Kool-Aid

## Osoby

### The V.I.M.S
- Robert Hamilton – bicí, doprovodné vokály
- Justin James – kytara, doprovodné vokály
- Chris Kruse – zpěv, kytara
- Nocholas Yovich – basová kytara

### Bowling for Soup
- Jaret Reddick – zpěv, kytara
- Chris Burney – kytara, doprovodné vokály
- Erik Chandler – basová kytara, doprovodné vokály
- Lance Morril – bicí